# Pristomyrmex flatus
Pristomyrmex flatus é uma espécie de formiga do gênero Pristomyrmex, pertencente à subfamília Myrmicinae.